# Justin Kirk
Justin Kirk, född  28 maj 1969 i Salem, Oregon, är en amerikansk skådespelare.
Kirk har skådespelat i såväl film som teater och är kanske främst känd för sin roll i Mike Nichols prisbelönta filmatisering av Angels in America (2003) samt som Andy Botwin i TV-serien Weeds (2005-2012). 2004 Emmy-nominerades han för sin roll i Angels in America och för rollen i Weeds mottog han 2007 en Golden Globe-nominering.

## Filmografi i urval
- 1997 – Passion! Vänskap! Längtan!
- 1999 – Jack & Jill (TV-serie)
- 2003 – Angels in America (TV-serie)
- 2005 – Weeds (TV-serie)
- 2006 – Ask the Dust
- 2006 – Puccini for Beginners
- 2010 – Trouble in L.A.
- 2012 – Nobody Walks
- 2012 – Animal Practice (TV-serie)